# South Africa Sevens
Die South Africa Sevens sind ein Turnier im Rahmen der World Rugby Sevens Series, einer Reihe von Wettbewerben im 7er-Rugby. Es findet seit 2015 im Kapstadt-Stadion statt.

## Austragungsorte
Die erste Ausgabe der South Africa Sevens fand im Jahr 1999 im Danie Craven Stadium in Stellenbosch statt. 2000 und 2001 fand das Turnier im Kings-Park-Stadion in Durban statt, bevor man das Turnier 2002 in den Outeniqua Park in George verlegte. Dort fand das Turnier neunmal statt, bevor man es 2011 ins Nelson-Mandela-Bay-Stadion nach Port Elizabeth verlegte. Nach vier Ausgaben verlegte man das Turnier 2015 nach Kapstadt ins Kapstadt-Stadion.

## Ergebnisse
| 1999 | Stellenbosch   | Fidschi    | 12 : 10 | Neuseeland  | Australien         | Tonga      | Nicht ausgetragen |
| 2000 | Durban         | Neuseeland | 34 : 5  | Fidschi     | Südafrika          | Portugal   | Nicht ausgetragen |
| 2001 | Durban         | Neuseeland | 19 : 17 | Samoa       | Australien         | Namibia    | Kenia             |
| 2002 | George         | Fidschi    | 24 : 14 | Neuseeland  | Argentinien        | Namibia    | Italien           |
| 2003 | George         | England    | 38 : 14 | Neuseeland  | Argentinien        | Kanada     | Kenia             |
| 2004 | George         | Neuseeland | 33 : 19 | Fidschi     | Südafrika          | Australien | Portugal          |
| 2005 | George         | Fidschi    | 21 : 19 | Argentinien | Samoa              | Wales      | Kanada            |
| 2006 | George         | Neuseeland | 24 : 19 | Südafrika   | Wales              | Australien | Portugal          |
| 2007 | George         | Neuseeland | 34 : 7  | Fidschi     | Kenia              | Wales      | Kanada            |
| 2008 | George         | Südafrika  | 12 : 7  | Neuseeland  | England            | Frankreich | Simbabwe          |
| 2009 | George         | Neuseeland | 21 : 12 | Fidschi     | England            | Wales      | Schottland        |
| 2010 | George         | Neuseeland | 22 : 19 | England     | Südafrika          | Schottland | Simbabwe          |
| 2011 | Port Elizabeth | Neuseeland | 31 : 26 | Südafrika   | Wales              | Schottland | Simbabwe          |
| 2012 | Port Elizabeth | Neuseeland | 47 : 12 | Frankreich  | Wales              | Australien | Spanien           |
| 2013 | Port Elizabeth | Südafrika  | 17 : 14 | Neuseeland  | Fidschi            | England    | Schottland        |
| 2014 | Port Elizabeth | Südafrika  | 26 : 17 | Neuseeland  | Vereinigte Staaten | Kanada     | Portugal          |
| 2015 | Kapstadt       | Südafrika  | 29 : 14 | Argentinien | Fidschi            | Schottland | Samoa             |
| 2016 | Kapstadt       | England    | 19 : 17 | Südafrika   | Fidschi            | Frankreich | Kanada            |